# Philodendron megalophyllum
Philodendron megalophyllum är en kallaväxtart som beskrevs av Heinrich Wilhelm Schott. Philodendron megalophyllum ingår i släktet Philodendron och familjen kallaväxter. Inga underarter finns listade.